# Liste der Monuments historiques in Saint-Ouen-d’Aunis
Die Liste der Monuments historiques in Saint-Ouen-d’Aunis führt die Monuments historiques in der französischen Gemeinde Saint-Ouen-d’Aunis auf.

## Liste der Bauwerke
| Bezeichnung                     | Beschreibung | Standort | Kennzeichnung | Schutzstatus | Datum | Bild |
| ------------------------------- | ------------ | -------- | ------------- | ------------ | ----- | ---- |
| Motte castrale du Breuil-Bertin | Motte        | (Lage)   | PA00105308    | Inscrit      | 1989  |      |